# Gekkan Shōnen Champion
Gekkan Shōnen Champion (Japanese: 月刊少年チャンピオン) o Monthly Shōnen Champion es una revista mensual japonesa de manga shonen publicada por la editorial Akita Shoten . Es publicada el día 6 de cada mes.
Fue publicada por primera vez en marzo de 1970 como revista hermana de Shukan Shōnen Champion.

## Lista de publicaciones
A
- Advance! Donganden
- Aozora Standby
- Ari no Ou
- Asu no Yoichi!

B
- Bokura Chōjō Club Desu
- Break Back

C
- Chibi Mama-chan
- Chocolate Blus
- Crows
- Crows Explode
- Crows Gaiden: Katagiri Ken Monogatari
- Crows Gaiden: Housenka - The Beginning of Housen
- Crows Respect

D
- Do Chokkyuu Kareshi x Kanojo
- Dokan to Hanabi
- Dragon Seekers
- Drop

E
G
H
- Hakaiju

- Hanaukyo Maid Team
- Haru Polish

- His Name Is 101
- Hoshi no Locus
- Hunter Killer MinaI

I
- Iinari

J
K
- Kakuto Family
- Kinki: Zettai ni Yatte wa Ikenai 13 no Koto
- Kuu ga Ue kara Shitsurei Shimasu

L
M
- Masami no Kimochi
- Mirai Ningen Go Go Go
- Mudmen

N
- No Bra

O
- Oi!! Obasan
- Ossu! Haruka-chan

P
R
S
- Saigo no Worst
- Saiko Kuro

- Samurai Harem: Asu no Yoichi
- Sengoku Basara 3: Bloody Angel
- Shonan Seven
- Shuffle Gakuen
- Sonogo no Crows
- SSSS.Gridman: Shinseiki Chuugakusei no Shitsuji Café

T
- Takkyuu Dash!! (Ping Pong Dash!!)

- Tamanegi Parco
- Tokimeki Brain

U
V
W
- Worst
- Wild Wind Girl Burning Road (The Idolm@ster Cinderella Girls: Wild Wind Girl)

Y
- Yadorigi-kun
- Yomekura
- Yoroshiku! Junjou Taishou

Z
- Zombie Shounen to Satsujinki Shoujo